# هدین ۵۸۳۷
سیارک ۵۸۳۷ (به انگلیسی: 5837 Hedin، نامگذاری:2548P-L) پنج هزار و هشتصد و سی و هفتمین سیارک کشف شده‌است که در ۲۴ سپتامبر ۱۹۶۰ کشف شد.
قدر مطلق سیارک برابر ۱۲٫۵۰ است.